# Борис Скосирев
Борис Скосирев (біл. Барыс Скосыраў, рос. Борис Скосырев, англ. Boris Skossyreff) — авантюрист, який 1934 року на короткий час став королем Андорри. 1984 року каталонський письменник Антоні Морель-і-Мора написав роман «Борис I, король Андорри», який детально описує андоррський період життя авантюриста.

## Біографія

### Ранні роки
Народився 12 червня 1896 року у м. Вільнюсі. Син відставного корнета кавалерії Михайла Михайловича Скосирева купецького стану та графині Єлизавети Дмитрівни Маврас, які належали до дрібної білоруської шляхти. Своє дитинство провів у маєтку з-під міста Ліда. Ще з юних років проявив неабиякий хист до мов, тому вільно розмовляв англійською, французькою та німецькою мовами. За словами самого Скосирева, він навчався в Оксфордському університеті, а також у паризькому Ліцеї Людовика Великого, хоча жодного офіційного документу, який би засвідчував правдивість інформації не виявлено. Під час Першої світової війни перебував на російському фронті у складі британського бронедивізіону, де виконував роботу військового перекладача під командуванням офіцера Олівера Локер-Лемпсона.

### Еміграція
За словами самого Бориса Скосирева, під час громадянської війни йому довелось воювати на території Південної України. Він також стверджував, що 1917 року його разом із батьком та трьома дядьками запроторили до в'язниці більшовики, але йому, на відміну від його родичів, вдалося врятуватися та емігрувати до Лондона. У січні 1919 року Скосирева затримала місцева поліція та звинуватила в махінаціях з чеками, після чого відбувся судовий процес, що забов'язав його виплатити усі рахунки. Його ім'я також фігурує у справі викрадення золотого годинника в японського аташе майора Хашимота. Також існують припущення, що Скосирев в цей час співпрацював зі спецслужбами різних країн. 1922 року Скосирев переїхав до Нідерландів, а вже 1923 року отримав нідерландське громадянство та паспорт № 85154, який йому видало нідерландське консульство у Франції. 1925 року він також отримав паспорт Нансена, який начебто засвідчує, що у 1924—1934 роках Скосирев весь час навідувався до Колумбії, де й вивчив іспанську мову.
21 березня 1931 року Скосирев одружився з француженкою Марі-Луїз Пара де Гасьє, але вже наступного року завів в Іспанії короткотривалий роман з англійкою на ім'я Філіс Герд. Цього ж 1932 познайомився з Флоренс Мармон, колишньою дружиною Говарда С. Мармона, власника «Marmon MotorCar Company». Жив разом із нею у місті Пальма-де-Майорка, представляючи себе професором англійської мови та фізичного виховання.

### Андорський період
17 травня 1934 року Скосирев навідався до Андорри та заявив про свої права на трон короля, спираючись на титул графа Оранджського, який начебто надала йому королева Нідерландів. Незважаючи на те, що 22 травня його висилали з країни, 6-7 липня він знову повернувся та запропонував Генеральній раді програму реформ та модернізації Андорри. 8-10 липня Генеральна рада проголосила Скосирева монархом Андорри, Борисом I, правління якого протривало до 20 липня 1934 року. За цей короткий проміжок часу, була призначена нова конституція, уряд та стяг країни, а також оголошено війну єпископу Уржельському.
20 липня Скосирева затримала каталонська поліція, яка незабаром доправила його до Мадрида. 31 жовтня 1934 року іспанський суд позбавив Скосирева волі строком на один рік за незаконний перетин кордону, однак вже у листопаді 1934 року Скосирева вислали до Португалії.

### Подальша доля
Наприкінці 1935 року Скосирев переїхав до Франції, у місто Сен-Канна, де проживала його офіційна дружина. 9 лютого 1939 року Скосерива заарештувала французька поліція та відправила до табору Ле-Верне в Французьких Піренеях, де перебували в ув'язненні «небажані іноземці». У своїх листах до португальського друга Скосирев писав, що 1942 року його визволили з табору Ле-Верне німці, які зрештою відправили його до Радянського Союзу.
За словами самого Скосирева, після війни він потрапив у заслання до Сибіру, але згодом втік до Західної Німеччини. 1969 року Скосирев розлучився з Марі-Луїз Пара та одружився з німкенею. Помер 27 лютого 1989 у місті Боппард.